# Raión de Kórenevo
El raión de Kórenevo (en ruso: Ко́реневский райо́н) es un distrito administrativo y municipal (raión), uno de los veintiocho que forman el óblast de Kursk, Rusia. Se encuentra al suroeste del óblast y su centro administrativo es el asentamiento de tipo urbano de Kórenevo. El área del distrito es de 873 kilómetros cuadrados (337 mi²) .
En 2021, el raión tenía una población de 15 018 habitantes.
El raión es fronterizo al sur con Ucrania. Desde 2024, es zona de continuos combates en el contexto de la ofensiva ucraniana sobre Kursk. Esto hace que sea uno de los lugares más peligrosos de Rusia, hasta el punto de que las autoridades rusas no controlan parte del raión, y de facto hay zonas gobernadas por la «Administración Militar ucraniana de Kursk».

## Subdivisiones
La información contenida en esta sección se refiere a la organización territorial establecida de iure por las autoridades rusas. Desde 2024, puede no estar siendo aplicada de facto debido a la guerra y a la ocupación ucraniana del territorio.
Comprende el asentamiento de tipo urbano de Kórenevo (la capital, que forma un ayuntamiento urbano sin pedanías) y 51 localidades rurales. A efectos de autogobierno local (descentralización), estas últimas se agrupan en nueve asentamientos rurales, que reciben el nombre tradicional de selsovet (сельсовет), y que son los siguientes:
- Viktórovka
- Komarovka
- Kórenevo (pueblo)
- Liubimovka
- Olgovka
- Pushkárnoye
- Snágost
- Tólpino
- Sheptujovka

El actual mapa de autogobierno local data de varias fusiones de ayuntamientos que tuvieron lugar en 2010. Sin embargo, a efectos de división territorial de los órganos internos federales y de la óblast (desconcentración), se sigue dividiendo en los diecisiete gobiernos locales que se habían definido en 2004, y que crearon sus ayuntamientos conforme a dicho mapa en 2006. Los siete selsovety que siguen existiendo como áreas administrativas, pero desde 2010 sin ayuntamiento, son:

- Obujovka (integrado en Liubimovka)
- "Plodosovjoz" (integrado en Sheptujovka)
- Safónovka (integrado en Sheptujovka)
- Kremianoye (integrado en Olgovka)
- Blagodátnoye (integrado en Pushkárnoye)
- Verjniaya Grunia (integrado en Tólpino)
- Gordéyevka (integrado en Viktórovka)